# Distretto di İvrindi
Il distretto di İvrindi (in turco: İvrindi ilçesi) è un distretto della Turchia nella Provincia di Balıkesir con 35.209 abitanti (dato 2012) dei quali 6.487 urbani e 28.722 rurali 
Il capoluogo è la città di İvrindi.

## Geografia antropica

### Suddivisioni amministrative
Il distretto è suddiviso in 5 comuni (Belediye) e 62 villaggi (Köy)